# جونگجونگ، پادشاه چوسان
جونگ‌جونگ چوسان (به کره‌ای: 정종) (زاده ۱ ژوئیه ۱۳۵۷ - درگذشته ۲۶ سپتامبر ۱۴۱۹) دومین پادشاه سلسله چوسان بوده‌است؛ که با نام اصلی یی بانگ گوا متولد شد اما نامش را به یی گیونگ تغییر داد.

## زندگی‌نامه
او دومین فرزند یی سونگ گه بنیان‌گذار دودمان چوسان بود. او در سال ۱۳۵۷ با نام اصلی یی بانگ گوا متولد شد. او افسری محتاط و توانمند در امور نظامی و فردی شجاع و سخاوتمند بود او در روزهای پایانی سلسله گوریو همراه با پدرش با این سلسله مبارزه کرد تا اینکه پدرش در سال ۱۳۹۲ پادشاه شد.
پادشاه ته‌جو دو همسر داشت که همسر اولش شش پسر از جمله جونگ‌جونگ را برای او به دنیا آورد و قبل از اینکه ته‌جو پادشاه شود از دنیا رفت. پادشاه از همسر دومش دو پسر داشت؛ پادشاه به جوانترین پسرش که مادرش همسر دومش بود علاقه داشت و قصد داشت تا او را به عنوان ولیعهد معرفی کند که این کار مورد حمایت نخست‌وزیر جونگ دو جون قرار گرفت اما این کار باعث خشم شاهزادگان شد.
در سال ۱۳۹۸ یی بانگ وون پسر پنجم امپراتور با همراهی تعدادی از افسران ارتش کودتا کرد و دو برادرش را به همراه جونگ دو جون به قتل رساند. یی بانگ وون برای اینکه نشان دهد به سلطنت علاقه ای ندارد به برادر بزرگترش یی بانگ گوا فشار آورد تا ولیعهدی را بپذیرد. پس از مدتی پادشاه ته‌جو از مقامش استعفاء داد. یی بانگ گوا در سال ۱۳۹۸ با نام امپراتور جونگ‌جونگ به تخت نشست و در اولین اقدامش پایتخت را دوباره به گیگیونگ پایتخت سابق سلسله گوریو منتقل کرد.
در سال ۱۴۰۰ بین نیروهای یی بانگ وون و برادر بزرگترش یی بانگ گان درگیری رخ داد و نیروهای یی بانگ وون توانستند پیروز شوند. پس از آن یی بانگ گان همراه با خانواده اش تبعید شد و ژنرال باک بو که یی بانگ گان را به مبارزه تشویق کرده بود اعدام شد. در سال ۱۴۰۰ میلادی پس از ناسازگاری برادر کوچکش، جونگ‌جونگ می داند که پادشاه واقعی کشور برادرش است. 
جونگ‌جونگ ابتدا برادر کوچکترش یی بانگ وون را به عنوان ولیعهد معرفی کرد و چند روز بعد از قدرت کناره‌گیری کرده و یی بانگ وون با عنوان پادشاه تائجونگ به سلطنت رسید.

## مرگ
او مدیری توانمند بود. دوران سلطنت او با خونریزی در درون خانواده سلطنتی همراه بود. او به توصیه یی بانگ ون فعالیت ارتش‌های خصوصی شاهزادگان را ممنوع اعلام کرد. پادشاه جئونگ جونگ سرانجام در سال ۱۴۱۹ در گذشت و در نزدیکی کائسونگ دفن گردید.
خانواده
- پدر: ته‌جو چوسان (태조)
- مادر: ملکه شین‌اوی (신의왕후 한씨, سپتامبر ۱۳۳۷ – سپتامبر ۱۲، ۱۳۹۱)
- همسران و فرزندان:

1. ملکه جئونگان[۱] (정안왕후 김씨, ۱۳۵۵–۱۴۱۲)[۲] - بدون فرزند.
2. بانو سئونگ (성빈 지씨, تاریخ نامعلوم)[۳]
  1. Yi Hu-saeng, the Prince Deokcheon (이후생 덕천군, ۱۳۹۷–۱۴۶۵)، اولین پسر[۴]
  2. Yi Mal-saeng, the Prince Dopyeong (이말생 도평군, ۱۴۰۲–۱۴۳۹), دومین پسر
3. بانو جی (숙의 지씨)
  1. Yi Won-saeng, the Prince Uipyeong (이원생 의평군, ?–۱۴۶۱), اولین پسر
  2. Yi Mu-saeng, the Prince Seonseong (이무생 선성군, تاریخ نامعلوم), دومین پسر
  3. Yi Ho-saeng, the Prince Imseong (이호생 임성군, تاریخ نامعلوم), سومین پسر
  4. شاهدخت هامیانگ (함양옹주, تاریخ نامعلوم), تنها دختر[۵]
4. بانو کی (숙의 기씨, ?–۱۴۵۷)[۶]
  1. Yi Gun-saeng, the Prince Sunpyeong (이군생 순평군, ?–۱۴۵۶), اولین پسر
  2. Yi Ui-saeng, the Prince Geumpyeong (이의생 금평군, ?–۱۴۳۵), دومین پسر
  3. Yi Yung-saeng, the Prince Jeongseok (이융생 정석군, ۱۴۰۹–۱۴۶۴), سومین پسر
  4. Yi Seon-saeng, the Prince Murim (이선생 무림군, ۱۴۱۰–۱۴۷۴), چهارمین پسر
  5. شاهدخت سوکشین (숙신옹주, ۱۴۰۱–۱۴۸۶), اولین دختر[۷]
  6. شاهدخت گوسئون (고성옹주, تاریخ نامعلوم),[۸] دومین دختر[۹]
  7. شاهدخت سانگ‌وون (상원옹주, تاریخ نامعلوم), سومین دختر[۱۰]
  8. شاهدخت یئونسان (전산옹주, تاریخ نامعلوم),[۱۱] چهارمین دختر[۱۲]
5. بانو مون (숙의 문씨)
  1. Yi Gwi-saeng, the Prince Jong-ui (이귀생 종의군, ۱۳۹۳–۱۴۵۱), تنها پسر
6. بانو یی (숙의 이씨)
  1. Yi Jong-saeng, the Prince Jinnam (이종생 진남군, ۱۴۰۶–۱۴۷۰)، پسر
7. بانو یون (숙의 윤씨)
  1. Yi Deok-saeng, the Prince Sudo (이덕생 수도군, ?-۱۴۴۹), اولین پسر
  2. Yi Nok-saeng, the Prince Imeon (이녹생 임언군, ۱۳۹۹–۱۴۳۲), دومین پسر
  3. Yi Bok-saeng, the Prince Seokbo (이복생 석보군, ۱۳۹۹–۱۴۴۷), سومین پسر
  4. Yi Bo-saeng, the Prince Jangcheon (이보생 장천군, تاریخ نامعلوم), چهارمین پسر
  5. شاهدخت اینچوئن (인천옹주),[۱۳] 1st daughter[۱۴]
  6. شاهدخت‌هامان (함안옹주)),[۱۵] دومین دختر[۱۶]
8. بانو گایویی (가의궁주 유씨)
  1. یی بول-نو (이불노)
9. دختر خدمتکار گی-می (시비 기매)
  1. یی جی-وون (이지운)
10. صیغه ناشناخته
  1. شاهدخت دئوکچئون Deokcheon (덕천옹주, تاریخ نامعلوم),[۱۷] تنها دختر[۱۸]